# 南町 (宮崎市)
南町（みなみまち）とは、宮崎県宮崎市内の地名。大淀地域自治区に属している。郵便番号は880-0906。2022年現在、南町3丁目のみで構成される。

## 地理
宮崎市の大淀地域自治区に属し、北は大淀川に接する。住居表示以前前に南町1丁目から3丁目が設置されたがその後、大淀、中村西、中村東などの住居表示が実施された際に編入され1丁目と2丁目が消滅。３丁目の大部分も住居表示を行ったが、新横町交差点付近の住居表示を行わなかった地区のみが南町3丁目として残存し、現在に至る。

## 世帯数と人口
2022年（令和4年）11月1日現在の世帯数と人口は以下の通りである。
| 町丁      | 世帯数 | 人口 |
| --------- | ------ | ---- |
| 南町3丁目 | 24世帯 | 37人 |

## 小・中学校の学区
市立小・中学校に通う場合、学区は以下の通りとなる。
| 町名      | 小学校             | 中学校             |
| --------- | ------------------ | ------------------ |
| 南町3丁目 | 宮崎市立恒久小学校 | 宮崎市立大淀中学校 |

## 交通

### バス
宮交グループの運営するバスが営業している。

### 道路
- 国道220号
- 市道南駅通り

## 施設
- 鹿児島銀行南宮崎支店